# Gåsskär (Kökar, Åland)
Gåsskär är en ö i Åland (Finland). Den ligger i Skärgårdshavet och i kommunen Kökar i landskapet Åland, i den sydvästra delen av landet. Ön ligger omkring 61 kilometer öster om Mariehamn och omkring 220 kilometer väster om Helsingfors.
Öns area är 10,2 hektar och dess största längd är 0,6 kilometer i nord-sydlig riktning.